# XBIZ Award for Best Actor - Couples - Themed Release
L'XBIZ Award for Best Actor - Couples - Themed Release è un premio pornografico assegnato all'attore votato come migliore in una scena caratteristica a coppia dalla XBIZ, l'ente che assegna gli XBIZ Awards, uno dei maggiori premi del settore.
Come per gli altri premi, viene assegnato nel corso di una cerimonia che si svolge a Los Angeles, solitamente nel mese di gennaio, solo tra il 2013 e il 2019.

## Vincitrici

### Anni 2010
| Anno | Vincitrice     | Titolo                             |
| ---- | -------------- | ---------------------------------- |
| 2013 | Richie Calhoun | Love, Marriage and Other Bad Ideas |
| 2014 | Derrick Pierce | Tuff Love                          |
| 2015 | Xander Corvus  | The Sexual Liberation of Anna Le   |
| 2016 | Tommy Pistol   | Wild Inside                        |
| 2017 | Dick Chibbles  | Forked                             |
| 2018 | Tommy Pistol   | Ingenue                            |
| 2019 | Tommy Pistol   | The Weight of Infedelity           |